# Damernas 48 kg i tyngdlyftning vid olympiska sommarspelen 2004
Damernas tyngdlyftning i 48-kilosklassen vid olympiska sommarspelen 2004 hölls den 14 augusti 2004 i Nikaia Olympic Weightlifting Hall i Aten.

## Tävlingsformat
Varje tyngdlyftare får tre försök i ryck och stöt. Deras bästa lyft i de båda kombineras till ett totalt resultat. Om någon tävlande misslyckas att få ett godkänt lyft, så blir de utslagna. Ifall två tyngdlyftare hamnar på samma resultat, är idrottaren med lägre kroppsvikt vinnare.

## Rekord
Innan tävlingen var följande rekord gällande.
| Världsrekord     | Ryck   | Li Zhuo (CHN)       | 93,5 kg  | Qinhuangdao, Kina | 10 september 2003 |
| Världsrekord     | Stöt   | Li Zhuo (CHN)       | 116,5 kg | Qinhuangdao, Kina | 10 september 2003 |
| Världsrekord     | Totalt | Wang Mingjuan (CHN) | 207,5 kg | Warszawa, Polen   | 18 november 2002  |
| Olympiskt rekord | Ryck   | Olympisk Standard   | 87,5 kg  | ---               | 1 januari 1997    |
| Olympiskt rekord | Stöt   | Olympisk Standard   | 112,5 kg | ---               | 1 januari 1997    |
| Olympiskt rekord | Totalt | Olympisk Standard   | 197,5 kg | ---               | 1 januari 1997    |

## Resultat
| Placering | Idrottare               | Grupp | Kroppsvikt | Ryck (kg) | Ryck (kg) | Ryck (kg) | Ryck (kg) | Stöt (kg) | Stöt (kg) | Stöt (kg) | Stöt (kg) | Totalt |
| Placering | Idrottare               | Grupp | Kroppsvikt | 1         | 2         | 3         | Resultat  | 1         | 2         | 3         | Resultat  | Totalt |
| --------- | ----------------------- | ----- | ---------- | --------- | --------- | --------- | --------- | --------- | --------- | --------- | --------- | ------ |
| 1         | Nurcan Taylan (TUR)     | A     | 47,21      | 90        | 95        | 97,5      | 97,5      | 107,5     | 112,5     | 112,5     | 112,5     | 210    |
| 2         | Li Zhuo (CHN)           | A     | 47,65      | 90        | 92,5      | 95        | 92,5      | 112,5     | 120       | 120       | 112,5     | 205    |
| 3         | Aree Wiratthaworn (THA) | A     | 47,82      | 80        | 85        | 85        | 85        | 105       | 110       | 115       | 115       | 200    |
| 4         | Kunjarani Devi (IND)    | A     | 47,78      | 82,5      | 82,5      | 85        | 82,5      | 102,5     | 107,5     | 112,5     | 107,5     | 190    |
| 5         | Izabela Dragneva (BUL)  | A     | 47,63      | 80        | 82,5      | 85        | 82,5      | 100       | 105       | 105       | 105       | 187,5  |
| 6         | Chen Han-tung (TPE)     | A     | 47,62      | 80        | 82,5      | 82,5      | 80        | 102,5     | 102,5     | 105       | 102,5     | 182,5  |
| 7         | Blessed Udoh (NGR)      | A     | 47,46      | 75        | 80        | 80        | 75        | 100       | 105       | 105       | 105       | 180    |
| 8         | Choe Un-sim (PRK)       | A     | 47,33      | 82,5      | 85        | 85        | 82,5      | 95        | 95        | 97,5      | 95        | 177,5  |
| 9         | Hiromi Miyake (JPN)     | A     | 47,38      | 72,5      | 77,5      | 77,5      | 77,5      | 97,5      | 102,5     | 102,5     | 97,5      | 175    |
| 10        | Tara Cunningham (USA)   | A     | 47,40      | 77,5      | 80        | 80        | 77,5      | 90        | 95        | 95        | 95        | 172,5  |
| 11        | Chen Wei-ling (TPE)     | A     | 47,01      | 72,5      | 75        | 75        | 75        | 95        | 102,5     | 102,5     | 95        | 170    |
| 12        | Gema Peris (ESP)        | A     | 47, 46     | 77,5      | 80        | 80        | 77,5      | 90        | 92,5      | 92,5      | 90        | 167,5  |
| 13        | Enga Mohamed (EGY)      | A     | 48,74      | 72,5      | 75        | 75        | 75        | 90        | 95        | 95        | 90        | 165    |
| –         | Rosmainar (INA)         | A     | 47,87      | 80        | 80        | 80        |           |           |           |           |           | DNF    |
| DQ        | Nan Aye Khine (MYA)     | A     | 47,48      |           |           |           |           |           |           |           |           | DSQ    |

- Nan Aye Khine från Myanmar blev diskvalificerad på grund av doping.[1]

## Nya rekord
| Ryck   | 90,0 kg  | Nurcan Taylan (TUR)     | OR |
| Ryck   | 92,5 kg  | Li Zhuo (CHN)           | OR |
| Ryck   | 95,0 kg  | Nurcan Taylan (TUR)     | VR |
| Ryck   | 97,5 kg  | Nurcan Taylan (TUR)     | VR |
| Stöt   | 115,0 kg | Aree Wiratthaworn (THA) | OR |
| Totalt | 205,0 kg | Nurcan Taylan (TUR)     | OR |
| Totalt | 210,0 kg | Nurcan Taylan (TUR)     | VR |